# Mokwin
Mokwin (ukr. Моквин, Mokwyn) – wieś na Ukrainie w rejonie berezieńskim obwodu rówieńskiego. W 2022 roku liczyła ok. 2,3 tys. mieszkańców.
Wieś włości międzyrzeckiej, własność kniazia Joachima Koreckiego w 1577 roku.
W czasie okupacji niemieckiej mieszkająca tutaj ukraińska rodzina Rudionów ukrywała Żyda Eliyahu Schneidera. W 2006 roku Instytut Jad Waszem uhonorował za to pośmiertnie tytułami Sprawiedliwych wśród Narodów Świata Dawyda i Anastasiję Rudionów.

## Architektura
Pod koniec XIX wieku w Mokwinie znajdowały się: murowany dom, duża murowana kaplica parafii Bereźne i murowana cerkiew.